# Dicranum nivale
Dicranum nivale là một loài rêu trong họ Dicranaceae. Loài này được Brid. Spreng. mô tả khoa học đầu tiên năm 1827.